# Lampides demetrias
Lampides demetrias är en fjärilsart som beskrevs av Hans Fruhstorfer 1921. Lampides demetrias ingår i släktet Lampides och familjen juvelvingar. Inga underarter finns listade i Catalogue of Life.